# Chetenli (Doubaiazete)
Chetenli (em turco: Çetenli) ou Teferiz (em armênio: Թափարիզ; romaniz.: T’ep’eriz) é uma aldeia do distrito de Doubaiazete, da província de Are, na Turquia. Tinha uma população de 867 pessoas em 2022.

## História
Originalmente Chetenli chamou-se Teferiz. Está situada a 12 quilômetros da cidade de Doubaiazete, na estrada que liga Doubaiazete a Bascale. No século XIX, fez parte do sanjaco de Doubaiazete, no vilaiete de Erzurum do Império Otomano. No rescaldo da Guerra Russo-Turca de 1877–1878, seus habitantes armênios foram deportados e levados para Quiossamamade (atual Ganzaque), no distrito (uezde) de Nova Baiazete na Gubernia de Erevã. Nos lados leste e oeste da vila há vestígios de muralhas de uma antiga fortaleza, construída com grandes pedras de basalto. Hakob Manandian sugeriu que deva ser a antiga fortaleza de Vordespu citada pelo historiador Sebeos (século VII).